# Lambda
A lambda (nagy Λ és kis λ) a görög ábécé tizenegyedik betűje, az L betű és hang megfelelője.